# Deossiribosio
Il deossiribosio (o desossiribosio) è un monosaccaride pentoso deossigenato che entra nella composizione dell'acido deossiribonucleico (DNA). Differisce dal ribosio per l'assenza di un atomo di ossigeno in posizione 2'.

## Struttura
I cinque atomi di carbonio si uniscono a formare una struttura ad anello chiusa da un atomo di ossigeno, intorno alla quale si dispongono i restanti atomi. Il carbonio in posizione 3' lega ad un gruppo -OH di un gruppo fosfato che, a sua volta, lega in posizione 5' del  nucleotide adiacente. Trovandosi in posizione finale lungo la catena di DNA, il deossiribosio sostituisce il gruppo fosfato in posizione 3' con un gruppo -OH (al contrario, in posizione iniziale il deossiribosio possiede un normale legame 5' con un gruppo fosfato che, tuttavia, non lega con nessun altro composto).

## Scoperta
La sua scoperta si deve al biochimico russo Phoebus A. T. Levene che, in un più ampio progetto di studi sul DNA, lo individuò nel 1929. Lo scienziato chiamò questo composto deossiribosio per distinguerlo dal ribosio (che egli stesso aveva già scoperto nel 1909), sottolineando l'assenza di un atomo di ossigeno. In realtà già Hermann Emil Fischer nel 1901 sintetizzò in laboratorio i due diversi componenti fino a quel momento sconosciuti in natura, senza attribuire ad essi alcuna utilità o uso.

## Varie
Il deossiribosio viene anche categorizzato come un monosaccaride aldopentoso (perché possiede il gruppo aldeidico -CHO in posizione 5').
A seconda della base azotata presente (adenina, timina, uracile, guanina o citosina), il deossiribosio forma dei composti (nucleosidi, o più specificamente in questo caso deossiribonucleosidi) che prendono rispettivamente il nome di deossiadenosina, deossitimidina, deossiuridina, deossiguanosina e deossicitidina.
La composizione sintetica del deossiribosio può essere ottenuta in laboratorio con
1,2:5,6-di-O-isopropylidene-3-O-methylsulfonyl—D-glucose trattato prima con acido solforico diluito e successivamente con idrossido di sodio diluito. Tuttavia il processo rappresenta, tuttora, un lavoro molto complesso.